# T4作戦

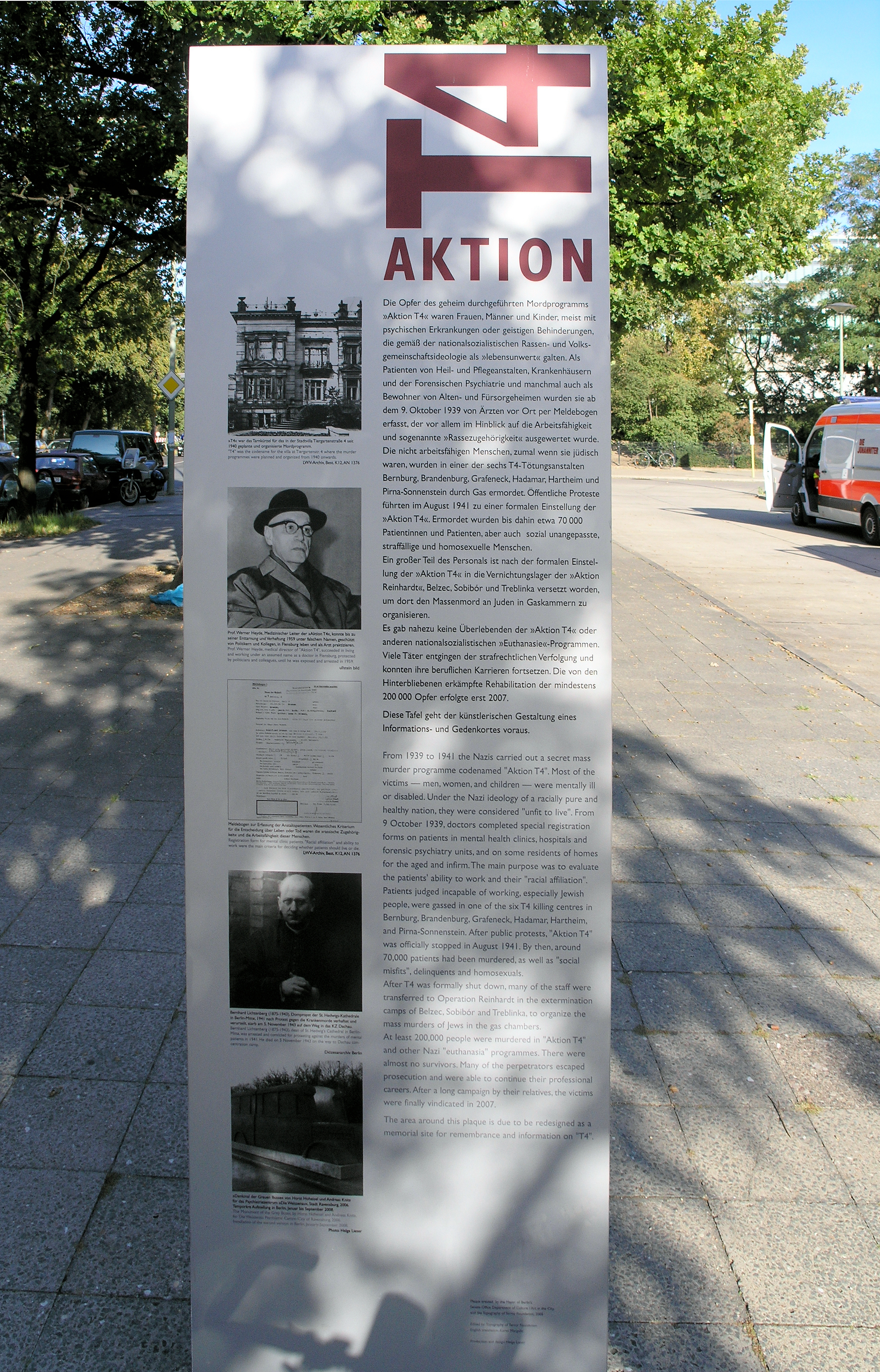
ティーアガルテン通り4番地に建つ、T4作戦の歴史案内板。ベルリン・フィルハーモニーの所在地でもある。

T4作戦（テーフィアさくせん、独: Aktion T4）は、1939年からドイツ国で精神障害者や身体障害者に対して行われた「強制的な安楽死」（虐殺）政策である。
1939年の夏ころから開始され、1941年8月に中止されたが、安楽死政策自体は継続された。「T4」は安楽死管理局の所在地、ベルリンの「ティーアガルテン通り4番地」（現在同地にはベルリン・フィルハーモニーがある）を略して第二次世界大戦後に付けられた組織の名称である。
一次資料にはE-Aktion（）〔E作戦〕、もしくはEu-Aktion（） の名称が残されている。この作戦の期間中の犠牲者は、公式な資料に残されているだけで7万273人に達し、その後も継続された安楽死政策により、後述の「野生化した安楽死」や14f13作戦によるものも含めると15万人から20万人以上が犠牲になったと見積られている。

## 概要
19世紀末にドイツに社会的ダーウィニズムが流入して以降、経済効率性を最重要視して障害者を殺害することを正当化する思想は、優生学と結合しながら着実に地歩を固めていった。ヴァイマール共和国で社会保障費が増大したこと、特に大恐慌によってドイツ経済が破綻したこととヒトラー政権が1933年に成立したことは、障害者の殺害が正当化される決定的要因になった。
1939年初頭頃にライプツィヒで起こったある事件をきっかけにして始まった、子どもの障害者を殺害する計画 (「子ども安楽死」) とほぼ同時に、T4作戦も計画が始動した。子ども安楽死その他の計画と同様、T4作戦は極秘裏に進められた障害者殺害計画だったので、文書として残されている資料に乏しく、現在でも不明瞭な点は少なくないが、1939年10月に本格的に始まったと考えられている。
1940年になってから、指定された精神病院内に大型の焼却炉や患者殺害用のガス室の設置を整え、組織的な障害者殺害が開始された。極秘裏に殺害を実行するため様々な手段がとられたが、秘密を守ることはできず、殺害用の精神病院周辺の住民や、殺害された障害者の遺族に殺害の事実が知られるようになった。殺害の事実は連合国側にも漏れ、連合国がまいたビラやドイツ向けのプロパガンダのためのラジオ放送を通じて一般のドイツ国民にも知られるようになった。ドイツ国民は、いずれ自分たちも殺害対象にされるのではないかと疑心暗鬼に陥った。
一般国民に不安が広がる中で、1941年8月にガーレン枢機卿はヒトラー政権を公然と非難する説教を公開で行い、これがきっかけとなって、ドイツ国民の間で抗議の声が強まった。当時のドイツはソ連侵攻の真っ最中であり、国内の不安醸成を嫌ったヒトラーは1941年8月にT4作戦を中止した。
作戦は中止されたが、この段階で既に7万人以上の障害者が殺害されていた。また、政府が直接統率しなくなったというだけの話で、障害者の殺害はその後も続いた。T4作戦中止後、障害者の殺害は各地方で個別に判断され、ガス殺に代わって餓死や薬物による殺害が中心になった。T4作戦中止後、かえってT4作戦よりも多くの障害者が殺されるようになった。
T4作戦で使われた障害者殺害の手法は、そのままユダヤ人の絶滅計画にも応用されたので、事実上ホロコーストのモデルケースとなった。
推計値には幅があるが、ドイツ国内および占領地域での障害者殺害数は約20万から30万人と推定されている。大量の殺人が行われていたにもかかわらず、ドイツ国内でさえこの事実は長年に渡って等閑視されていた。研究は進んでいるが、ホロコースト研究に比べて本格的に始まった時期は大幅に遅い。

## 背景
T4作戦に代表されるドイツのナチス時代の障害者殺害計画は、ナチスの異常性が顕現化した特殊な事例だと見なされることは現代でも一般的である。しかし、多くの研究で明らかにされているように、このような理解は誤りであって、ドイツではナチスが政権を握るはるか以前から、障害者を殺害することを正当化する思想や論者がはびこっていた。それは既に19世紀末から始まっている。

### 19世紀ドイツ・社会ダーウィニズムの流入
ドイツでは19世紀に入ってから、安楽死に関する議論や、瀕死の重病人や重症者には「モルヒネなどを使って死期を早めるのがよい」と主張する医者が現れるようになっていた。しかし、他のヨーロッパ諸国の場合と同様、キリスト教の倫理観から否定的な見解が多く、大きな声にはならなかった。
潮目が変わりだすのは19世紀末から20世紀初頭のことで、ドイツにダーウィニズム、とりわけ社会的ダーウィニズムが流入してからのことだった。当初は重病人の尊厳や同情から始まった安楽死の議論は社会的ダーウィニズムに汚染され、民族や社会といった全体に貢献するか否かという基準で判断されるようになり、全体に対して害悪であると見なされた者は抑圧して構わない、場合によっては殺害してもよい、という考えが次第に広まるようになった。そのような思想の好例としてニーチェが挙げられる。障害者抹殺を論ずる際にニーチェは真っ先に好んで引用される。少なくともドイツにおいては、障害者殺害を正当化する論者に対するニーチェの影響は甚大である。
ニーチェは、「病人や弱者は社会を弱体化させる有害な存在であるから、積極的に殺害すべき」だと主張した。それゆえニーチェは、人の平等を唱え、弱者に同情を寄せるキリスト教を、「ヨーロッパを弱体化させる元凶」として攻撃、全否定した。それが最も明白な言葉で書かれているのが、最晩年に書かれた『アンチクリスト』である。
弱者と出来損いは亡びるべし、――これはわれわれの人間愛の第一命題。彼らの滅亡に手を貸すことは、さらにわれわれの義務である。—ニーチェ、『アンチクリスト』二 (西尾幹二訳)
キリスト教はすべての弱者、賤者、出来損いの味方に組し、強い生命が持っている自己保存能力に抗議することを己れの理想として来たのだった。—ニーチェ、『アンチクリスト』五 (西尾訳、傍点は引用文献のまま。)
同情はごく大まかに言って発展の法則を、つまり淘汰の法則を妨げる。同情は没落しかかっているものを保存する。生の廃嫡者、生の犯罪人のために防戦する。同情はありとあらゆる種類の出来損い的人間を生の中に引き留め、そうした人間を夥しく地上に溢れさすことによって、生そのものに陰惨でいかがわしい表情を与える。—ニーチェ、『アンチクリスト』七 (西尾訳、傍点は引用文献のまま。)
消極的優生思想は最晩年に達した境地ではなく、ニーチェはずっと以前から優生思想の支持者だった。寓話の体裁をとったあいまいな解釈を許す表現ではあるが、ニーチェは既に『悦ばしき知識』の中で「聖なる無慈悲」という考えを披露している。
聖なる残酷――ある聖者の許に、生まれたての子供を抱いた男がやってきた。「この子供をどうしたらいいでしょう？」とかれは言った。「これは見るもあわれで、できそこないで、死ぬだけの生命も持っていないくらいです。」――「殺すのだ」と聖者は恐ろしい声で叫んだ。「殺して、そして、お前の記憶にのこるように三日三晩のあいだ自分の腕に抱いているがいい、――そうすればお前は二度と子供を拵えないだろう、――拵える時が来るまで。」――男はこれを聞いて失望して立ち去った。多くのものは残酷なことをすすめたといって、聖者を非難した。聖者は子供を殺すことをすすめたのだから。「だが子供を生かしておくのは、もっと残酷ではないか？」と聖者は言った。—ニーチェ、『華やぐ智慧』第2書73 (氷上英廣訳、傍点は引用文献のまま。)
「聖なる無慈悲」は、「子ども安楽死」の実行者の1人であるヴェルナー・カーテル（ライプツィヒ大学医学部小児科教授）が短く引用して、「安楽死」の正当化の根拠として利用された。「聖なる無慈悲」は障害者「安楽死」を議論するときに例外なく触れられる箇所である。
また、『偶像の黄昏』のなかでニーチェはきわめて直接的な表現によって弱者を貶めた。その中でニーチェは「病人は社会の寄生虫」だと断定している。

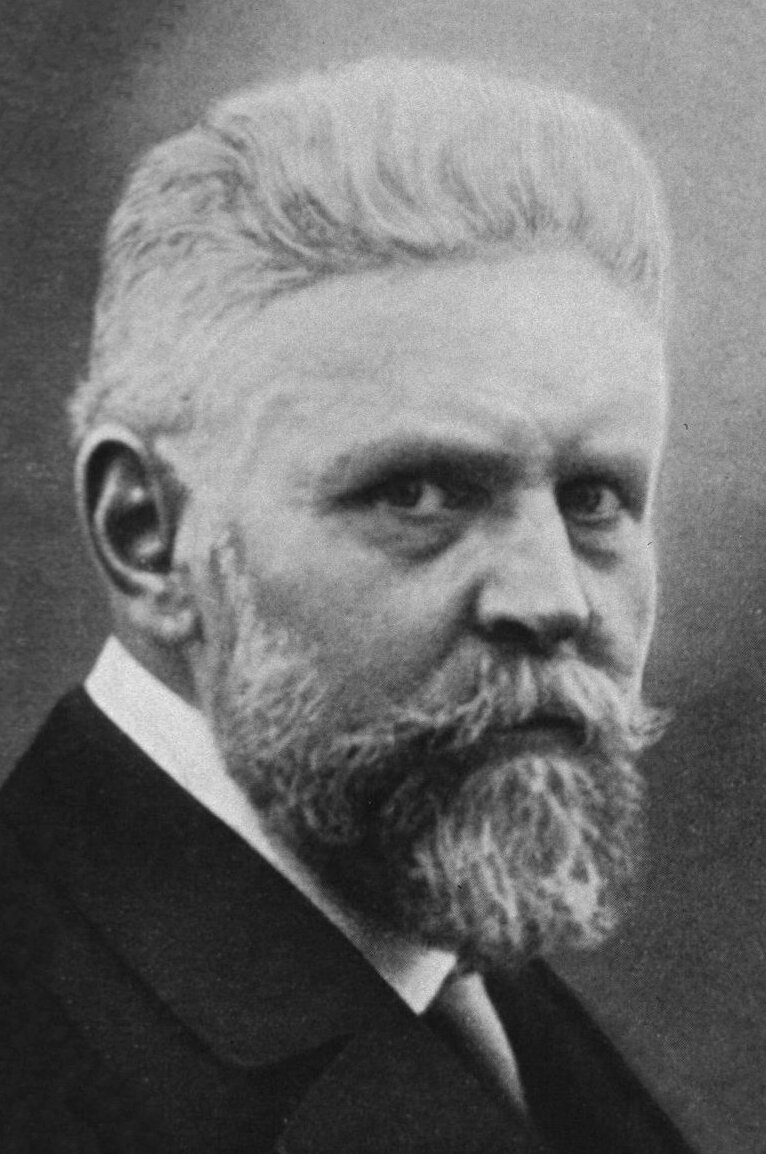
アルフレート・プレッツ

医師たちのための道徳――病人は社会の寄生虫です。ある状態に置かれた場合には、生き永らえることが無作法です。生きる意味、生きる権利が失われてしまった後で、医師や病院の処置に女々しく頼って植物人間として生きつづけるのは、社会の側において深い軽蔑を招くことになりかねません。(中略) ――処方箋を示すのではなく、毎日、自分の患者に対する新しい嘔吐の一服を盛るべきでありましょう。—ニーチェ、『偶像の黄昏』ある反時代的人間の逍遥 36 (西尾訳、傍点は引用文献のまま。)
我々の道は上へ行く、種属を越えて超種属へ
このフレーズは、アルフレート・プレッツ（人種衛生学の主唱者、ナチ党員、ドイツにおける優生思想の主たる指導者の1人）が著書『我が人種の有能者と弱者の保護』で引用している。プレッツは、貧困は効率的に間引くのに丁度良い、生存競争を妨げるので病人や失業者の保護は必要ないと主張した人物である。
極めて皮肉なことに、「病人は社会の寄生虫である」と書いた4か月後、ニーチェは脳梅毒により精神に異常をきたし以後の10年余り狂人として家族の世話になって過ごした。エルンスト・クレーが著書『第三帝国と安楽死』の中で書いているように、ニーチェがナチス・ドイツの時代に生きていれば真っ先に殺害対象になっただろうことは疑いようがない。

### 社会ダーウィニズムの本格的展開・ナチスとの結合
20世紀初頭になるとドイツでは、社会的ダーウィニズムが優生学と結合し、人間の尊厳や価値を、経済的な生命観によって計ろうとする価値感、全体にとって有害な者を排除・殺害することを正当化する思想として次第に広まりだした。本来、優生学は遺伝や遺伝病を対象とした学問であり、優生学の生粋の専門家は遺伝病に限って断種を容認する議論をしたのに対して、優生学を専門としない論者は、遺伝病かどうかの厳密な区別をすることなしに、社会に対して有害だと恣意的に判断した少数者を社会から排除しようとした。特にドイツでは社会ダーウィニズムが民族主義・国家主義と結合した点が著しい特徴である。

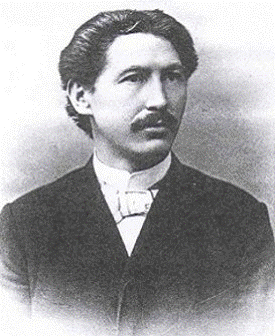
ヴィルヘルム・シャルマイヤー

ドイツにおける優生思想は当時のアメリカのそれとは性格が異なり、ドイツ帝国の時代から既に優生思想が経済性や財政効率性と強く結びついており、国家主義的傾向と密接に関係していた。当時経済大国になりかけていたアメリカは、適者生存の観点から優生思想を楽観主義的に理解した。一方、ドイツの優生思想支持者は正反対で、「衰退を避け自分が生き残るために邪魔者を犠牲にする」という否定的な観点から優生思想を理解していた。
例えば1900年に、フリードリヒ・アルフレート・クルップが「我々は血統理論の原理から何を学び得ることができるのか、国家の内政発展と立法に関連させて述べよ」というテーマで懸賞論文を募った。このクルップの懸賞論文は優生思想が社会にどれほど強く影響を与えたかを示す例として有名である。
第1位に入選したのは、ヴィルヘルム・シャルマイヤーの『民族歴史上の遺伝と選択、新しい生物学に基づく国家学的研究』である。シャルマイヤーはプレッツと違い人種差別思想に無縁で、ナチスが力を増すにつれアルフレート・グロートヤーン・ヘルマン・ムッカーマンといった非人種差別主義の優生学者たちの学派と共に次第に影響力を失ったが、ヴァイマル共和国時代までは人種衛生学の主要な指導者の1人だった。
20世紀初頭に1度広まりかけた社会的ダーウィニズムは、1910年代になってから「劣等分子」の断種や、治癒不能の病人を要請に応じて殺す「安楽死」の概念に発展し、1920年代に再び社会にはびこった。
1920年代に出版されて社会に大きな影響を与えた優生思想の著作として、カール・ビンディング（法学博士・元ライプチヒ大学学長）とアルフレート・ホッヘ（医学博士・フライブルク大学教授・精神科医）の共著による『生きるに値しない生命の根絶の解禁』（1920年刊） とエルヴィン・バウアー、オイゲン・フィッシャー、フリッツ・レンツの共著による『人類遺伝学と民族衛生学の概説』（1923年改訂増補版）が挙げられる。
『人類遺伝学と民族衛生学の概説』は、ミュンヘン一揆の失敗によって有罪判決を受けランツベルク要塞に収監されていた時期にヒトラーが読んで『我が闘争』に利用したと言われている著作である。同書が『我が闘争』に影響を与えたことは、共著者の1人フリッツ・レンツが認めている。レンツは後にナチスに入党することからもわかるように、ナチスの思想に近い学者だった。
ビンディングとホッヘによる『生きるに値しない生命の根絶の解禁』は、重度精神障害者などの安楽死を提唱した著作である。
1920年代末には、ドイツの一般大衆は、障害を持つことは恥だとの認識を持つようになっていた。また、障害者は生きるに値しないと見なされた。
1930年代になると優生学に基づく断種が議論されるようになり、1932年7月30日にはプロイセン自由州で「劣等分子」の断種にかかわる法律が提出された。この法案は、パーペン首相が画策したプロイセン・クーデターの混乱のために成立こそしなかったが、1933年7月の遺伝子性疾患子孫予防法の原型になった点で大きな画期となった。
ナチ党の権力掌握後、「民族の血を純粋に保つ」というナチズム思想に基づいて、遺伝病や精神病者などの「民族の血を劣化させる」「劣等分子」を排除するべきであるというプロパガンダが開始された。このプロパガンダでは遺伝病患者などにかかる国庫・地方自治体の負担が強調され、これを通じてナチス政権は「断種」や「安楽死」の正当性を強調していった。例えば、1935年から1937年にかけて、ナチス人種政治局は精神障害者の「安楽死」を準備するため、プロパガンダ用のサイレント映画を5本製作、ドイツ国内の映画館で上映し、大衆に精神障害者に対する恐怖心を植え付けるとともに、障害者を「社会の屑」として描くことを目論んだ。
1933年7月14日には遺伝子性疾患子孫予防法 (断種法と通称されている) が制定され、断種が法制化された。1933年の断種法は世界的にも関心を呼び、世界の医学界はこの法律を支持した。同法は1935年6月に改正され、母体保護を目的とした中絶を合法化すると同時に、優生学的な理由による中絶も併せて合法化された。

### T4作戦以前の障害者殺害
ナチス時代のドイツで実行された障害者殺害計画の中で最も著名なのがT4作戦だが、それ以前にも障害者の殺害が実施されていたことは見逃されがちである。
意図したものだったのかどうかは議論の余地があるが、既に第1次世界大戦中にドイツで精神病患者が大量に餓死していたことはほとんど知られていない。第1次世界大戦中に公立病院で餓死した精神病患者は約7万人で、これはT4作戦で殺害されたと推測されている精神病患者の数にほぼ等しい。

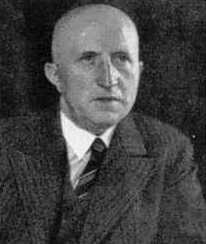
ヘルマン・パウル・ニッツェ

ヒトラー政権に入ってからは、遅くとも1936年には精神障害者の餓死による殺害が実施されている。国家主導による殺害ではなかったが、ラントや個別の病院のレベルではT4作戦以前に既に精神病患者の「安楽死」政策は進んでいた。1936年にはザクセン州のピルナ=ゾンネンシュタイン精神病院で、「生産性のない」精神病患者に貧栄養食を与える施策が進められていた。これは、精神科医で同病院長だったヘルマン・パウル・ニチェが初めて導入したものである。公立病院の支出を抑制するというのが導入の理由だったが、精神病院では飢餓が日常化し死亡率も上昇した。同精神病院では、T4作戦の中で殺害専門の精神病院として多くの障害者が殺された。
その他、ザクセン州では定員を越える精神病患者を収容しなければならない事態に直面しており、そのため患者のケアはおざなりになりがちだった上、ナチ党員で親衛隊員でもあった精神科医アルフレート・フェルンホルツが1938年にザクセン内務省民族保護課長になってからは更に状況は悪化した。フェルンホルツは州内の公立の精神病院に対して、同様に、働くことのできない患者には栄養のない食事を与えるように指示を出したためである。
その後の障害者「安楽死」計画で重要なものとして「子ども安楽死」の名前で知られる殺害計画が挙げられる。「子ども安楽死」は障害者の組織的で大規模な殺害計画としては最初のものである。
「子ども安楽死」が始まるきっかけになったのは、1938年から1939年頃にライプツィヒで起きたある事件である。この事件がきっかけで「子ども安楽死」と呼ばれる、身体障害者の子どもを対象とした「安楽死」が実行されるようになったと言われている。「子ども安楽死」はT4作戦の直接的な祖先である。
ライプツィヒの事件の概要は次のようなものだった。
1938年末か1939年の初めころにある人物が依頼を持って、ライプツィヒ大学医学部小児科教授のヴェルナー・カーテルを訪問してきた。依頼の内容は、その人物の子供かもしくは親戚の子供が重い障害を持っていて、将来生きていくことができないと思い、「安楽死」させてもらいたいというものだった。もちろん、そのようなことは殺人罪につながるためカーテルは依頼を断ったが、この人物は今度はヒトラーに直訴した。この嘆願を受けて、障害児の「安楽死」計画がただちに始まった。
ヒトラーは自分の侍医だったカール・ブラント（親衛隊軍医）をライプツィヒに派遣してカーテルらと協議させる一方、精神障害や身体障害を持つ子供の「安楽死」の実施のためにブラントと総統官房長のフィリップ・ボウラーに対し、個別の案件について障害児を「安楽死」させるための権限を与えた。権限は法律的な裏付けのない超法規的なものである。ヒトラーは命令を書面ではなく口頭で行うことを好んだので、権限の委譲はこの時も口頭によるものである。訴えを審議したボウラーとブラントは、その後の安楽死政策の中心人物となった。
ライプツィヒの事件は後に「私は告発する」という安楽死政策の正当化を訴えるプロパガンダ映画のもとになった。

## 「T4」による安楽死政策
T4作戦の必要性をヒトラーに認識させたのは、アルベルト・ボルマンとその上司だったフィリップ・ボウラーの2人だったと言って過言ではない。ボルマンはヒトラーの副官で、同じくヒトラーの副官だったマルティン・ボルマンの弟である。アルベルトは、ヒトラーに送られてくるファンレター・投書・陳情書を扱っていたため世論の動向に詳しく、ヒトラーに対して一定の影響力を持っていた。
後述のように、T4作戦の正式な発令はまだ先の話になるが、同作戦の準備が始まるのは「子ども安楽死」の開始時期とほとんど同時である。ヴェルナー・ハイデ（安楽死中央機関医療部長、元ヴュルツブルク大学教授）が1961年10月25日に行った供述によると、ヒトラーは遅くとも遺伝子性疾患子孫予防法（1933年7月成立）の頃から、精神病患者の殺害について繰り返し計画を練っており、1939年7月の時点で既に厖大な準備がなされていると、ボウラーが語ったという。医者裁判でカール・ブラントも、遅くとも1933年以降、ヒトラーは非自発的な「安楽死」を志向していたことで知られていた、と証言している。ラマースもまた、1933年に遺伝子性疾患子孫予防法が議論されていた時期、ヒトラーは精神病患者の殺害について考えていたと回想している。
1939年2月17日には、リンツ近郊にあるハルトハイム療養所がナチスによって接収された。同療養所は1889年にカミロ・ハインリッヒ・シュタルヘムベルク侯爵により、貧しい「精神薄弱者と白痴」のための病院として寄贈された病院である。この療養所はT4作戦において、6か所あった精神病患者を殺害する施設の1つとして稼働することになる。T4作戦の殺害精神病院としてハダマー安楽死施設が頻繁に紹介されるが、精神病患者の大部分はハルトハイム殺害精神病院で殺されている。同年5月24日には、ミュンジンゲン郡グラーフェネックの身体障害者施設（シュトゥットガルト慈善協会所属）の見分が実施されている。この施設もT4作戦において、殺害精神病院として稼働する。

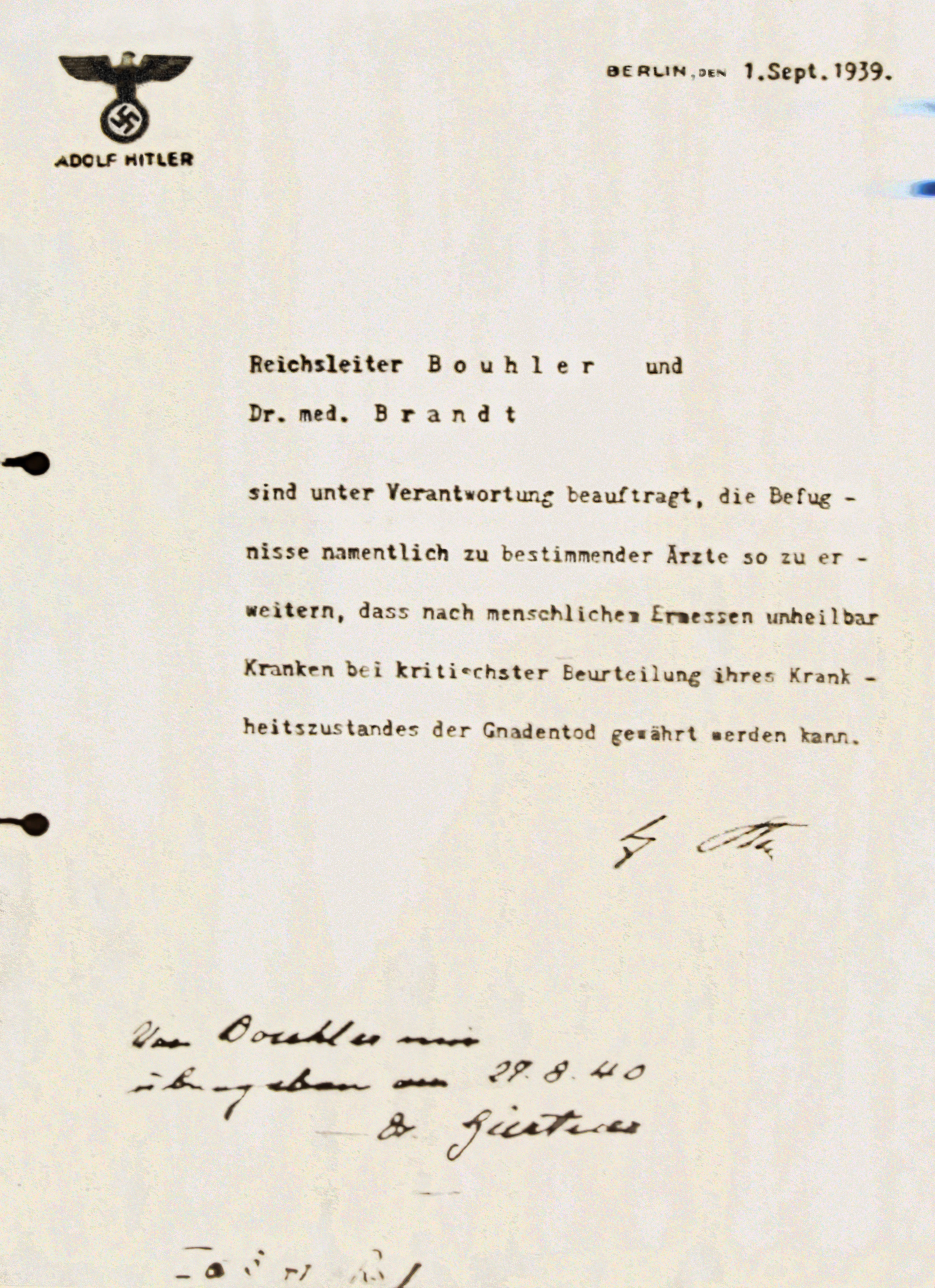
1939年に明文化されたT4作戦の命令書。“党指導者ボウラー氏と医師ブラント博士に、病気の状態が深刻で治癒できない患者を安楽死させる権限を与える。―アドルフ・ヒトラー”

1939年9月1日、ヒトラーは日付の記されていない秘密命令書を発令し、指定の医師が「不治の患者」に対して「慈悲死」を下す権限を委任する責任をもつ、「計画の全権委任者」としての地位をボウラーとブラントに与えた。ヒトラーは10月末日にこの命令書に署名している。命令書に書かれている9月1日の日付は後からさかのぼって書かれたものだと考えられている。なぜ日にちをさかのぼらねばならなかったのかその理由は現在もわかっていない。この措置は明文化された法律によるものではなく、根拠法をもたなかった。法務省は1939年8月11日には死の幇助と「生きるに値しない命の根絶」を関連づけた法律を準備し、総統官房も法律案を準備していたが、いずれもヒトラーによって拒否された。
従来はこの書面を根拠にして、ヒトラーからの権限移譲は10月末のことだと考えられてきたがその後の研究の進展により、実際にはもっと早くに行われており、遅くとも同年8月には、ヒトラーはボウラーとブラントに対して権限移譲したことが明らかにされている。当然、T4作戦の実際の開始時期も10月以前であり、本格的に動き出すのは、遅くとも1939年7月のことである。この頃、ヒトラーは次官のレオナルド・コンティ、マルティン・ボルマン、ハンス・ハインリヒ・ラマースを呼び、精神障害者の「安楽死」を依頼している。

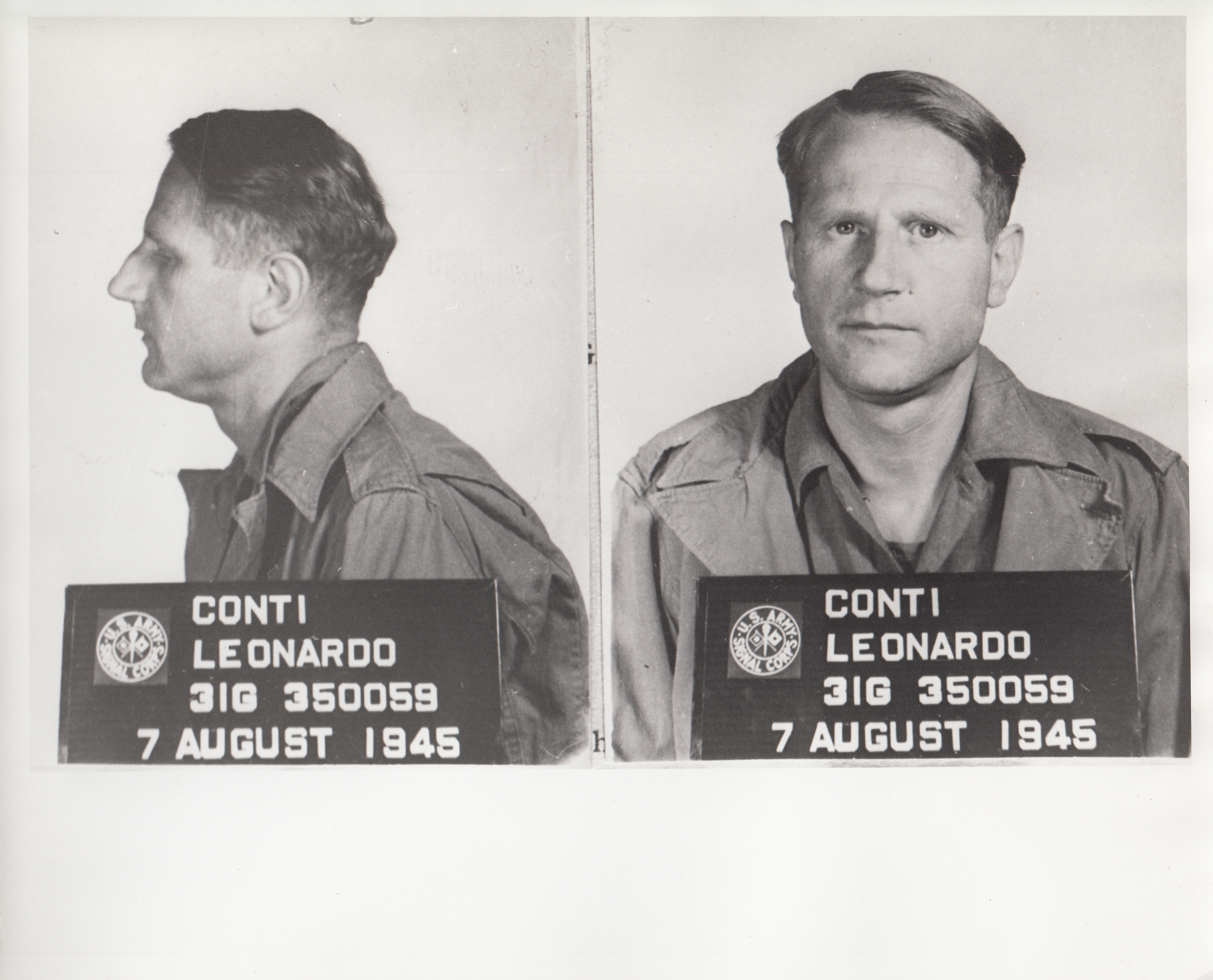
レオナルド・コンティ。ドイツ降伏後にアメリカ軍に逮捕された際のマグショット

この時のヒトラーの発言からは、9月1日に始まるポーランド戦の準備の一環として、病院や医師、看護師の効率利用のために精神病患者の殺害に踏み切ったことが読み取れる。1935年にヒトラーは、ゲルハルト・ワーグナー（ナチス医師同盟総統・帝国医師総統）に、戦争を利用すれば精神病患者の「安楽死」がスムーズに進むだけでなく、キリスト教会からの反対の声も弱まるだろうと語ったと伝えられており、第2次世界大戦を障害者殺害の好機ととらえたらしい。
こうして安楽死政策は立法化も正式な発表も行われないまま、病院や殺害精神病院で実行され始めた。立法を司る法務省もこの事態を認識しておらず、1940年7月9日に匿名の政府高官からの投書があって初めて知ることとなった。ブランデンブルクの区裁判所の後見裁判所裁判官ロタール・クライシヒらの努力はあったが、結局最後まで安楽死制度は法制化されなかった。

### 「中央機関」

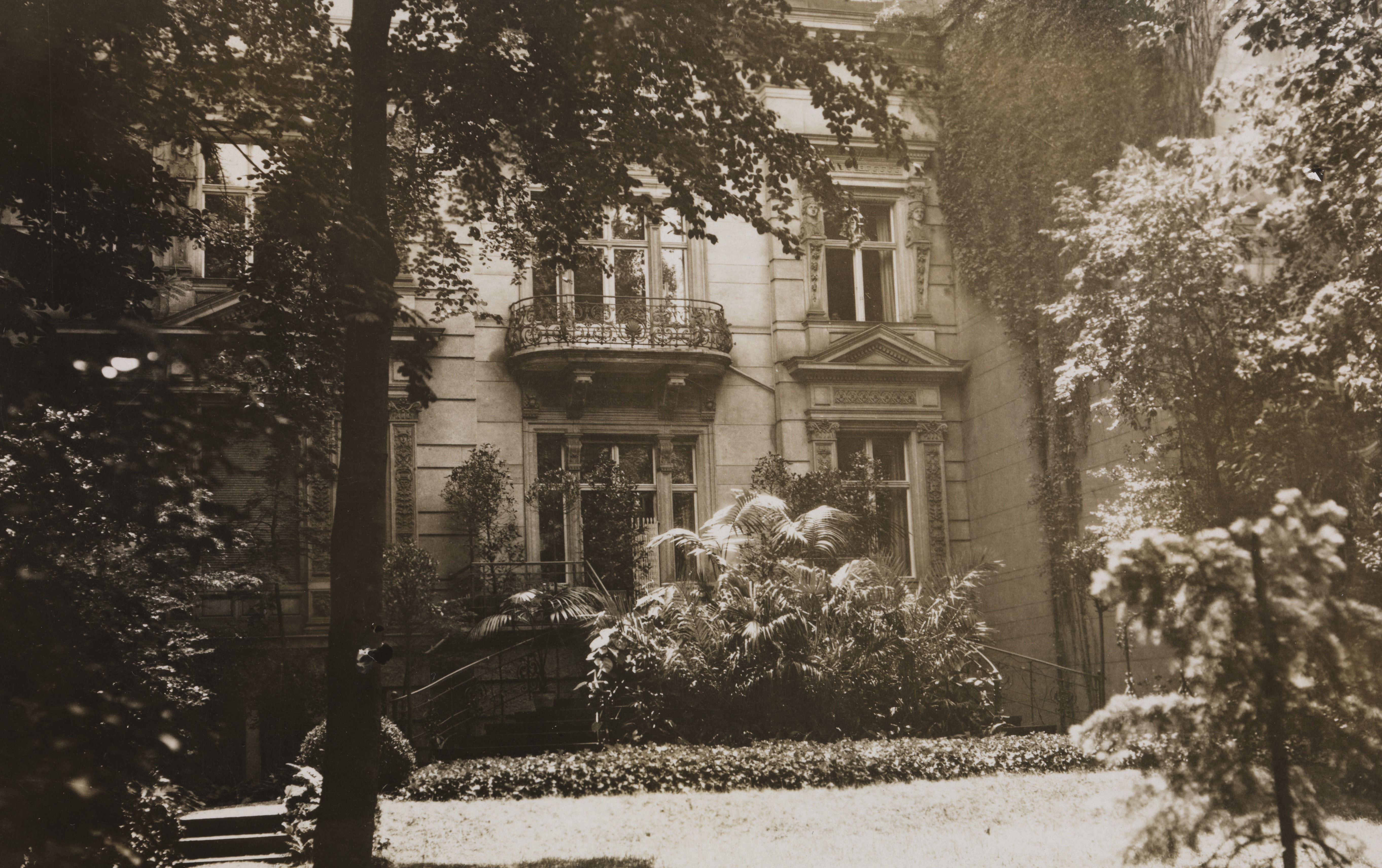
ティアガルテン通り4番地にあった邸宅。T4作戦の中央機関がここに置かれた。元はユダヤ人所有の建物だったと言われている。

T4作戦は「子ども安楽死」の時と同様に極秘裏に進められた。理由は、患者殺害に反対する官庁の影響を排除するため、前線と国内に不安を醸成させないため、敵国の反独プロパガンダを誘わないため、キリスト教会の反対を避けるためなどだった。T4作戦の準備は総統官房第Ⅱ局が行いブラントとボウラーが監督、帝国内務省第Ⅳ局のヘルベルト・リンデンが協力した。しかし、総統官房が安楽死作戦の作戦司令部であることが発覚することを恐れたため、作戦本部は1940年4月頃にベルリン市のティアガルテン通り4番地の邸宅に移され、「中央機関」と名付けられた。後に、この障害者「安楽死」作戦がT4作戦と呼ばれるようになった由来である。
「中央機関」は次の4部署から構成されていた。
1. 帝国精神病院事業団体（RAG）
2. 公益患者輸送有限会社（GEKRAT（ドイツ語版）、〈ゲクラート〉）
3. 公益保護施設財団
4. 精神病院中央清算事業団

このうち、財団と事業団が財政部門に相当、有限会社は移送部門、事業団体が実施部門に当たる。財団は、T4作戦の資金や物資（消毒薬や殺害用の鎮静剤など）の調達、患者殺害後の金歯・装飾品などの管理・利用、会計検査、事業団は会計監査が担当だった。RAGは殺害対象患者の把握、「中央機関」の医療・医学関連の業務全般を、GEKRATは、各地の精神病院から中継精神病院（世間から患者殺害を把握させないようにするために、殺害精神病院へ移送する前にいったん患者を収容した精神病院）や殺害精神病院へ殺害対象者を移送するスケジュールの調整・手段の確保・維持を担当した。周辺住民から「灰色のバス」と呼ばれるようになる、殺害患者移送用のバスの管理はGEKRATが実施していた。「中央機関」は「労働共同体」というカムフラージュ名称を持っており、他の組織や人名にもあらゆるカムフラージュが行われた。
後述のように、T4作戦自体はヒトラーの命令で1941年8月24日に中止される。しかし、中止されたのはT4作戦だけであり、「中央機関」はその後も存続し、T4作戦とは別形式で精神病患者や障害者の大量殺害は続けられた。前述の「子ども安楽死」もT4作戦中・停止後も続けられた。
殺害対象者は全般に「精神薄弱」、統合失調症患者やてんかん患者が多かったが、それ以外に、労働能力の欠如、夜尿症、脱走や反抗、不潔、同性愛者なども含まれていた。T4作戦で「中央機関」が対象者把握のために調査したデータを見ても、遺伝子性疾患子孫予防法で遺伝性とされた病の患者で、長期入院している者を殺害候補としていたことが推測できる。
T4組織の鑑定人だったヴェルナー・ハイデとニチェらは、各地の精神医療施設等から提供されたリストに基づいて「処分者」を決定した。殺害対象の鑑別には、40人余りの医師が「中央機関」の協力者としてかかわった。鑑別は直接患者を診察したのではなく、「中央機関」が集めた書類上のデータだけを見て判断した。当事者の証言によれば、1日当たり100人のオーダーで処理しており、殺害対象の判断は形がい化していたことが見て取れる。「処分者」は、「灰色のバス」（郵政省から譲られた灰色に再塗装されたバス）に乗せられ、「処分場」と呼ばれる施設に運搬された。

## 障害者殺害の開始
古い研究では、ナチス党麾下のドイツ国による障害者殺害はポーランド侵攻（1939年9月1日）後にドイツ本国で始まったと考えられていて、障害者殺害の実験は1940年1月半ばにブランデンブルクの旧監獄施設を使い、一酸化炭素を用いたと説明されてきた。が、その後の研究により、実際にはもっと早くから本格的に実施されていただけでなく、実施場所も国外のポーランド領内のポズナニだったことが明らかにされている。ポーランド侵攻後ドイツによる占領行政が始まり、障害者施設の管理者や施設ベッドを「替える」のに合わせて障害者が銃殺された。その後もポーランド領内で精神病患者の殺害は続く。
9月29日からはブロンベルク近郊のコツボロフ精神病院で2342名が殺害された他、9月から10月の間にブロンベルク郡のスヴィッチェで1350人の患者が射殺された。同年10月には同様に、ポズナニ近郊の要塞を使って、一酸化炭素とチクロンBを併用した患者殺害の実験が実施されたこともわかっている。実験を実施したのはアインザッツグルッペンである。1939年末には、ヘルベルト・ランゲ指揮下にあった通称「ランゲ特別部隊」が移動式の殺害用トラックを開発、1940年初めにはトラックの排気ガスを使った精神病患者の殺害が始まった。T4作戦初期に使用されたトラックの排気ガスによる患者殺害の手法は、後にユダヤ人の抹殺に応用されていく。
T4作戦が開始されてからの障害者のガス殺は1939年から翌1940年にかけての冬に始まり、まずポーランドで1万から1万5千人にのぼる障害者が殺害された。ドイツ国内では1940年4月15日に障害者の大量処刑が始まった。この時の犠牲者はユダヤ人だった。同年6月からは徹底的な殺害が始まる。ハダマー安楽死施設には、トービアス芸術映画会社が入り込み殺害前のユダヤ人障害者を撮影、この時のフィルムには「人間の屑」というタイトルが付された。
殺害対象は、精神病罹患や身体障害者という観点だけから選別されたわけではない。働けるか働けないか、家族との関係が希薄かどうか、医師や看護婦にとって「面倒な」患者かどうか、身の周りのことを自分でできるか、といった項目も調査対象になり、また働けても単純労働しかできないのであれば低評価され殺害される可能性が高まった。殊にナチスの優生思想が極端に経済コストの観点から判断されていたことはよく知られている。ナチス時代の医師や官僚・政治家が、すぐにコスト計算に訴えて病人や障害者を厄介者扱いする例には事欠かない。
殺害対象に指定された者は、各地の精神病院から一旦中継精神病院へ移送され、そこにしばらくの間入院させられた。中継精神病院に入院させたのは、殺害場所である殺害精神病院へ直接移送することを避けることで、政府が障害者を殺害していることを知られにくくするためだった。
安楽死専用の施設は、ハルトハイム安楽死施設、グラーフェネック安楽死施設、ブランデンブルク安楽死施設、ベルンブルク安楽死施設、ピルナ＝ゾンネンシュタイン安楽死施設、ハダマー安楽死施設の6つがあった。このうちハルトハイムとグラーフェネックは元は障害者のための施設、ブランデンブルクは監獄、ベルンブルク、ピルナ＝ゾンネンシュタイン、ハダマーは精神病院で、いずれも1940年になってからガス室や大型で強力な焼却炉が設置され、殺害専門の精神病院として稼働し始めた。ハルトハイムの施設は1944年末まで稼動し、最大の犠牲者を出した。ハダマーの施設は街中にあり、住民はそこで何が行われているかをうすうす知っていた。また、ドイツ人の拒否反応は、公然と行われていたユダヤ人に対する迫害に対するものよりもはるかに大きかった。理由は、殺害されている対象がドイツ人だったので、いずれ自分たちにも危害が及ぶのではないかと危ぶんだからである。対象が拡大されて、例えば第1次、2次世界大戦の傷病兵や高齢者の施設収容者もいずれ殺害されるのではないかと疑われ、不安が広がった。
- シャワー室に偽装されたハダマー安楽死施設のガス室
- ピルナ=ゾンネンシュタイン殺害精神病院の死体焼却炉跡
- バスで移送される障害者

移送された者はガス室に入れられて処分された。建物外に固定された自動車の排気ガスをホースで引き、その一酸化炭素中毒効果が利用された。障害者たちを運ぶ「灰色のバス」の車内は快適かつ穏やかな雰囲気が心がけられており、温かいコーヒーやサンドイッチがふるまわれた。ただし、これは殺害方法の一部であり、フェノバルビタール注射による殺害、飢餓による殺害も含まれている。また、作戦の「中止」後はガスよりも毒物や飢餓が殺害方法の中心となった。

## 安楽死政策への反発
T4作戦で殺害された精神病患者は、焼却処分されたあと骨壺に入れられ適当な死因をつけて遺族に返却されたが、返却処理や死因がいい加減だったため、遺族から疑いの目で見られるようになった。たとえば、遺族のもとに骨壺が2個送られてきた、10年以上前に虫垂炎の手術を受けて虫垂を切除されているのに虫垂炎が死亡理由として通知された、わずか8日前に面会したばかりなのに脊髄炎で死亡したと通知された、死亡通知を受け取ったその日に実際には患者はまだ生きていたと、奇怪な事例が続出した。
精神病院の医師や病院長の一部は、裁判に訴えて殺害を阻止しようとしたが初期段階で挫折してしまい失敗した。裁判官や検事は「安楽死」が行われていることを知りながらもほとんどが沈黙を守った。例外は、前述のロタール・クライシヒ博士やヴュルテンベルク州最高宗務会議委員のラインホルト・ザウターらである。
クライシヒは法律に基づかない殺害が行われていることを把握し、1940年7月8日、帝国法務大臣フランツ・ギュルトナーに宛てて長文の手紙を書き、「安楽死」は不法殺人だと抗議した。ギュルトナーは調査を命じたが、やがて殺害がヒトラーの意志であることを知ることになった。ギュルトナーは首相官房長ハンス・ハインリヒ・ラマースと会談し、安楽死作戦を中止するか、法制化を行うかという要求を行った。ラマースはヒトラーの意志が法制化に否定的であることを伝えたため、結局法務省は何の措置もとることができなかった。クライシヒはあきらめずに調査を行い、安楽死施設に殺害の中止を命令した。クライシヒは法制化を目指す民族法廷の裁判長ローラント・フライスラーの支持を受けたことで勇気づけられ、ボウラーを殺人容疑で検察当局に告発した。しかしギュルトナーはヒトラーの意志を優先させるべきであると考え、クライシヒの行動はすべて無効とされ、彼は裁判官を罷免された。
ザウターや匿名の人物も同日に、上級職や法務大臣あてに抗議文を送っている。しかし、これは少数事例にすぎない。強い抗議の声があがったのは、むしろ一般の住民や殺害された患者の遺族からで、1940年になってからのことである。
1940年夏頃にキリスト教会 (プロテスタント・カトリックともに) は「安楽死」が行われていることを知っており、同年秋以降になると詳細な情報が入ってくるようになった。しかし、個別の牧師や司祭がミサや説教で話すことはあっても、組織としての教会が抗議の声をあげることはなかった。1940年にローマ教皇庁は、国家の負担になるからという理由で障害者を国家機関が殺害することを否定する声明を出しているが、T4作戦中止に影響を与えなかった。カトリック教会の複数の司祭が公の席で批判するようになったのは1941年6月になってからのことだが、依然として抽象的な議論に終始しており、同様に「安楽死」中止への影響力はなかった。
T4作戦で障害者の大量虐殺が行われていることは国外にも洩れ、アメリカのCBSが報道を始めたり、1941年の夏にはBBCがドイツ国防軍向けに放送していたラジオ内でも言及されるに至った。
政権側の状況が悪化していく中、1941年8月3日ミュンスター市のランベルティ教会でクレメンス・アウグスト・グラーフ・フォン・ガーレン司教が行った説教は政権への具体的な批判だったため、大きな反響を呼び結果的にT4作戦の中止に発展した。
ガーレン自身の価値観は、当時の国家社会主義のそれから大きく離れていたわけではない。1930年代、教会サークルの一部からはナチスのシンパと見なされていたほどガーレンは保守的だった上に、1941年6月にバルバロッサ作戦が始まると独ソ戦を歓迎する祈りをささげるほどの政権寄りの人物だったが、同年7月にミュンスターがイギリス軍の爆撃に曝されたことで態度を豹変させ、説教の中で、ゲシュタポが聖職者を抑圧していると露骨に非難し始めるようになった。
ガーレンは7月13日から8月3日にかけて政府を批判する説教を3回行い、特に8月3日の「生きるに値しない生命の抹殺」を批判した説教はT4作戦関連の文献では有名である。

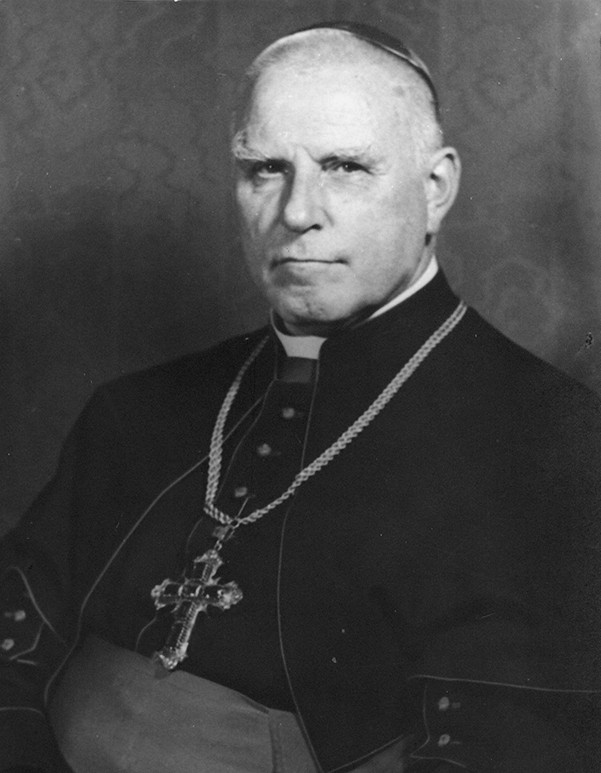
フォン・ガーレン司教

ガーレンは説教の中で以下のように述べた。
(前略) 哀れな、守る術なき患者が遅かれ早かれ殺されるという事を予期することである。何故なら、彼らは「生きる価値がなくなった」と担当の役所や委員会が判定しているからである。そして彼らは、この判定によれば「非生産的国民」だからなのである。……君も私も、私たちが生産的である間だけ、生産的であると他者から認められる間だけ生きる権利があるというのであろうか？　もし「非生産的な」人間は殺してもよいという原則がたてられ使われるとすれば、年とった者、老衰した者すべては何と痛ましいことになることか！　もし非生産的人間を殺してもいいなら、生産過程において力を尽くして働いた結果、犠牲になった病弱者は何と痛ましいことか。もし非生産的同胞を暴力で排除してよいものなら、戦争負傷者、身体不自由者、傷病兵として故郷へ帰ろうとする私たちの勇敢な兵士たちは何と痛ましいことか。もしひとたび、人間が「非生産的な」同胞を殺す権利を持ったら――たとえまず哀れな守る術なき精神病者に関してだけであろうと――、そうすれば原則的にはあらゆる非生産的な人間への殺人、すなわち不治の患者、労働と戦争の負傷者の殺人、そしてもし私たちが年をとり老衰し、非生産的になる時には私たちすべての者の殺人が自由に許されることになるのだ。—フォン・ガーレン、クレー『第三帝国と安楽死』p.449. (引用文献の原文では「原則的には」の箇所に傍点が付いている。)
この犯罪が実際に容認され、罰せられないままであるなら、私たちの創造主である神が稲妻と雷の轟くシナイ山で「汝、殺すべからず」と宣言し、人類の良心に最初に刻みこんだ神の聖なる戒めを破壊するだけでなく、そのことは人類にとっての災い、ドイツ国民にとっての災いそのものです。—フォン・ガーレン、スザンヌ・E・エヴァンス 著、平沼博正・一井崇・野村実・岡花祈一郎・小西豊 訳『障害者の安楽死計画とホロコースト』クリエイツかもがわ、2017年12月31日、68頁。ISBN 978-4-86342-229-2。
ガーレンは刑法190条による告発も行った。注意すべき点は、ガーレンの「安楽死」政策への批判の直接的原因が、政府による障害者の殺害に対する怒りにあったわけではないことである。ガーレンの政府批判は直接的には、聖職者に対するゲシュタポの介入、特にミュンスターで起こった修道院の閉鎖がゲシュタポによるものだったことにある。「安楽死」政策への批判は、ゲシュタポを擁護する政府への批判材料の1つとして行われたのであり、ガーレンにとって最優先課題だったわけではない。
とは言え、教会の指導者がはっきりとナチスに反旗を翻した事実は大きかった。この説教がきっかけで複数の司教が「安楽死」に対して個別に抗議の声をあげ始めたが、当初ヒトラー政権は説教を途中で切り上げさせたうえで逮捕したり、ゲシュタポを使って逮捕するなどして取り締まろうとした。
ガーレンの説教は、謄写版で何千部と印刷され人から人へと渡っていった。連合国側にもその内容が知られ、イギリスが飛行機でドイツ人向けにビラを撒くまでになった。ヴァルター・ティースラー (国家社会主義の宣伝および国民啓蒙のための帝国同盟指導者) はマルティン・ボルマンに対し、 ガーレンを絞首刑にするよう提案したが、ヒトラーは同意しないだろうとの理由で却下された。ティースラーはゲッベルスにも同様の提案をしたが、教区内の住民の反発を恐れたためやはり却下された。1941年夏の終わりまでには、多くのドイツ国民が「安楽死」計画に不安を覚えるようになっており、ヒムラーでさえヒトラーに対してT4作戦の中止を勧めている。
ローマ教会の最高司教会総会は安楽死政策が認められないという決定を行い、教皇ピウス12世がその決定を広く公布するよう命じた。ピウス12世はこの後もたびたび安楽死を批判する発言を行った。

## 「T4」中止後の安楽死政策

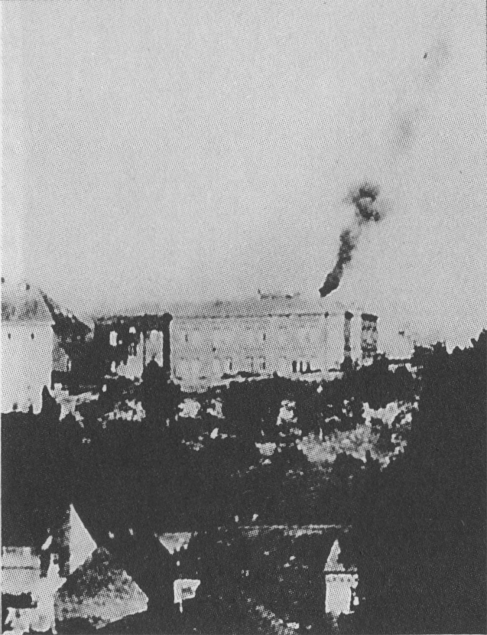
ハダマー安楽死施設 (1941年)

T4作戦への批判が高まったことから1941年8月24日、ヒトラーは安楽死の中止を口頭で命令した。この中止命令により、安楽死政策そのものは公式的に中止されたと公には受け取られたものの、対象は6か所あった殺害精神病院での殺害の停止とガス殺の禁止だけだった。更に、実際に障害者の殺害が中止されたのはハダマー安楽死施設1か所だけで、ドイツ人の障害者はガス殺されなかったものの、残りの殺害精神病院ではユダヤ人の障害者を対象にしてその後も殺害し続けた。ピルナ=ゾンネンシュタインおよびベルンベルク殺害精神病院のガス室が稼働停止するのは1943年春のことで、14f13作戦が中止になったのと同時期である。ハルトハイム殺害精神病院の停止は更に遅く、1944年末までマウトハウゼン強制収容所の附属ガス室として稼働、それまで障害者を殺害し続けた。

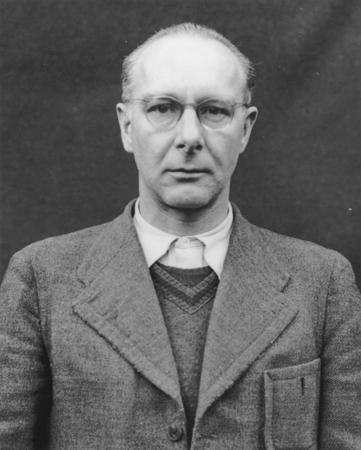
ヴィクトール・ブラック

それ以外の精神病患者の収容施設では医師・看護師による患者の安楽死が国家の統制を比較的受けない形で続行されるばかりか増加し、「野生化した安楽死」と呼ばれた。「野生化した安楽死」あるいは「野蛮な安楽死」という用語は、1946年のニュルンベルク医師裁判で裁かれたヴィクトール・ブラックが最初に用いたと言われている。ブラックはT4作戦で重要な役割を担っていたので、T4作戦後の「安楽死」を「野蛮」と呼ぶことで、T4作戦の重大性を軽く見せようとして用いたのだと言われている。かつては「野蛮な安楽死」が普通に使われていたが、研究が進んだ1990年代になってからは、より実態に即した「地域の安楽死」「地域化した安楽死」「分散した安楽死」という言い方が使われるようになっている。
「作戦中止」後にT4作戦の職員はいわゆる絶滅収容所に配置され、かれらの伝えたガス殺・死体焼却・施設のカモフラージュに関する技術がホロコーストに利用された。
1941年10月23日、内務大臣ヴィルヘルム・フリックは医療・養護施設の受託者として保険局参事官のヘルベルト・リンデンを任命し、安楽死組織が国家機関として位置づけられ始めた。リンデンの組織は各施設の収容者を登録し、T4の医師で構成された鑑定人を医療施設に巡回させた。1943年6月末からは傷病兵や空襲負傷者のための医療需要が増大し、そのための口減らしとして「治療しても仕方がない精神病患者」を殺害するブラント作戦が始まり、医療施設から患者が大規模に移送された。
「反社会的分子」の「安楽死」も活発となり、労働を嫌悪する労働忌避者、ジプシー（シンティ・ロマ人）、精神病質者などがその対象となった。1942年9月18日にはオットー・ゲオルク・ティーラック法相がヒムラーと合意し、受刑中の「反社会的分子」は、「労働による毀滅」のため、親衛隊に引き渡されることが合意された。これにより、8年以上の刑を受けたドイツ人やチェコ人、予防拘禁者、3年以上の刑を受けた劣等人種とされた人々（ジプシー、ロシア人、ウクライナ人、ポーランド人）は法務省の判断で強制収容所に送られた。ティーラックは1943年4月に、「犯罪を犯した精神病患者」も強制収容所に送るよう命令した。この対象には登校拒否児童、てんかん患者、脱走兵、労働忌避者が含まれている。これらの囚人は労働に耐えられると判断されたうちは労務を強いられていたが、働けなくなった場合には安楽死が実行された。法務省への報告によると、1942年11月に強制収容所に送られた1万3000人の反社会的分子は、1943年4月の段階でほぼ半数がすでに死亡していた。
これらの政策の犠牲者数は1942年には一時的に減少したものの、1943年、1944年は1940年とほとんど同水準であった。1943年5月には労働力配置総監フリッツ・ザウケルが、病気で働けなくなった東方労働者の帰郷を禁じ、国家保安本部の特別収容所に移送するよう命令した。これらの移送者は、病気回復が見込めない、または収容ベッドの余裕がない場合には「安楽死」処分が行われた。

### 乳幼児の安楽死
障害のある子どもたちは、普通の病院と違う特別な病院に入れられた。子どもを対象とする安楽死は1943年4月から本格化した。その規模は次第に拡大し、やがては青少年も安楽死の対象となった。

## 14f13作戦
強制収容所においては、親衛隊全国指導者ハインリヒ・ヒムラーがボウラーと協議し、強制収容所の「無用の長物」を排除する「14f13作戦」が行われた。1941年から一年間を中心として行われたこの計画は、T4組織の拡大を示すものだった。作戦の名称は親衛隊の文書規則にちなんでおり、14は強制収容所総監、fは死亡事案、13はT4計画の設備による殺害を意味する。「無用の長物」に該当したのは「治癒不能な病人、身体障害者（極度の近視を含む）」、「労働能力の欠如」、「反社会的分子」などが挙げられ、特に反社会的な「精神病質」をもつとされた「反社会的分子」が中心だった。14f13作戦はザクセンハウゼン強制収容所から始まり、ブッヘンヴァルト、アウシュヴィッツ、マウトハウゼンへと移された。また、医師たちが、ダッハウ、ラーフェンスブリュック、フロッセンヴァク、ノイエンガメの各強制収容所を回って、1万2千人以上の「病的」または「反社会的」囚人を殺害した。14f13作戦では当初は精神障害者だけでなく身体障害者も殺されていたが、1942年3月になると労働生産性を理由にした見直しが行われ、軍事産業を助け、燃料を節約する必要から身体障害者を除き、精神障害者だけを殺害するように変わった。1944年以降には、囚人の増大によってふたたびT4組織による措置が望まれるようになり、ソ連領から徴用された「東方労働者」、ソ連軍捕虜、ハンガリーユダヤ人、エホバの証人の信者などが対象となった。14f13作戦による死者は1万人とも2万人とも言われる。

## 犠牲者数
部分的にしか資料が残されていないため、T4作戦やその他の「安楽死」計画による殺害者数の正確な数字はわからない。そのため推計に頼らざるを得ず、推計値にも幅がある。
木畑の論文では、精神病患者などがおよそ8万から10万人、ユダヤ人が1,000人、乳幼児が5,000人から8,000人、労働不能になったロシア系などを含む強制収容者の1万人から2万人が犠牲となったと推定している。ただし、現存する資料に基づくこの数字は、実態よりかなり少ないと見られており、犠牲者の実数はこの二倍に上るのではないかとも推測している。占領地にあった精神病院でも患者の殺害が行われたが、彼らの殺害にはT4組織は直接関与はしておらず、殺害方法も射殺や餓死などの手段が主にとられた。
一方、歴史家のハインツ・ファウルシュティヒは調査により、ナチスがドイツを支配していた1939年から1945年までの間に殺害された患者や障害者の総数を約30万人と推計している。「安楽死」作戦の中でも最も知られているT4作戦による殺害者数は、そのうちの4分の1にも満たない。
T4作戦による殺害者数は約7万人と非常に多いが、精神病院における餓死・薬物による殺害者数はそれを上回り約8万7千人に及んでいる (表1参照)。また、ドイツ本国以外の占領地区における殺害者数もT4作戦の数を上回っている。精神障害者を対象とした殺害もT4作戦が最初ではなく、ポメルン、西プロイセン、東プロイセンの精神病院においてナチス親衛隊が実行したものの方が先行していることもわかっている。
| ドイツ国内                                          | ドイツ国内             |
| 子供安楽死 (1939年-1945年)                          | 5千人                  |
| ポメルンでのナチス親衛隊による患者射殺 (1939年11月) | 1千3百人               |
| T4作戦                                              | 7万人                  |
| ユダヤ人患者に対する安楽死                          | 1千人                  |
| 東プロイセンにおけるランゲ司令官による安楽死        | 1千5百人               |
| 14f13作戦                                           | 2万人                  |
| 労働による虐殺                                      | 1千人                  |
| 「東部」に移送されたドイツ人患者                    | 3千人                  |
| オーストリアにおける安楽死                          | 6千人                  |
| 宗派、民間および精神病院における安楽死              | 2万人                  |
| 精神病院における栄養失調・供給不足、薬物による殺害  | 8万7千4百人            |
| 小計                                                | 21万6千2百人           |
| ドイツ占領下の国外地域                              | ドイツ占領下の国外地域 |
| フランス                                            | 4万人                  |
| ポーランド                                          | 2万人                  |
| ソ連                                                | 2万人                  |
| 小計                                                | 8万人                  |
| 総計                                                | 29万6千2百人           |
| --------------------------------------------------- | ---------------------- |

## 戦後
終戦後、関係者はニュルンベルク継続裁判の医者裁判などの法廷にかけられた。このうち医者裁判は1947年8月20日に結審、主要な関係者のうちブラック、ブラントとニッチェは有罪が確定、前2者は1948年6月2日にランツベルク刑務所で、ニッチェはドレスデンで1948年3月25日に処刑された。リンデンは1945年4月、ボウラーは逮捕された後捕虜収容所内で5月に自殺した。ハイデは1947年に連合国によって逮捕されたが逃亡、以後10年以上に渡ってフレンスブルクにおいてザワデ博士の偽名で精神科医として生活していたが、1959年に自首し、1961年2月13日に独房でベルトを使って首吊り自殺した。レオナルド・コンティは、1945年5月のドイツ降伏に伴って逮捕され、医師裁判が始まる直前の10月にニュルンベルクの独房で自殺している。
医者裁判において、検察側の追及で圧倒的に大きな比重を占めたのは強制収容所における人体実験に関してである。T4作戦に代表される「安楽死」も起訴状の訴追要因にあげられてはいたが、その比重はごくわずかだった。訴追前に検察側は、遺伝性子孫疾患予防法に基づく強制断種についても調査を行ったが最終的には訴因から外された。
ニュルンベルク継続裁判で裁かれたのは、命令系統の上層部にいた一部の医師だったが、それよりも川下にいて患者の殺害に関わった医師や看護師は、連合国ではなくドイツの裁判所でドイツ人によって裁かれた。
初期の裁判では被告人に厳しい判決が出されたが、すぐに寛大な判決に変わり多くは無罪宣告されている。この背景には、当時のアデナウアー政権が元ナチ党員を積極的に免罪する政策をとったことがあった。また、時間の経過と共に時効の壁が立ちはだかるようになった他に、訴追されても、被告人が自殺した、病気や高齢で裁判に耐えられない、といった要因で裁判が中止される例が増えていった。
T4作戦に関係した医師、看護師は非常に多く、また実際に訴追された者も少なくなかったが、多くは罪を免れた。訴追前に自殺した医師も少なくなかったが、逃亡した者も多かった。ドイツの人種差別的な優生政策で重要な主導者だったエルンスト・リュディンは裁判にかけられず罪を償うことのなかった大物医師の代表である。同僚の犯罪を証言する証人を探すのは困難だったため訴追しても有罪に持ち込めないことが多かったことも、被告人には有利に働いた。
2010年、ドイツの精神医学会は、障害者の殺害に加担した事を正式に認め、謝罪した。